# کلاودیا هالیچو
کلاودیا هالیچو (لهستانی: Klaudia Halejcio؛ ۱۳ سپتامبر ۱۹۹۰) بازیگر اهل لهستان است. او دانش‌آموختهٔ رشته روان‌شناسی اجتماعی در «دانشگاه علوم اجتماعی و انسانی ورشو» بود.
از فیلم‌ها یا مجموعه‌های تلویزیونی که وی در آن‌ها نقش داشته‌است، می‌توان به کمیسر ماما، دستورالعمل زندگی، هتل ۵۲، در خوشی و سختی، در خیابان سپولنی و عشق اول اشاره نمود.